# Ledra rubiginosa
Ledra rubiginosa är en insektsart som beskrevs av Kuoh. Ledra rubiginosa ingår i släktet Ledra och familjen dvärgstritar. Inga underarter finns listade i Catalogue of Life.